# Speedway (motociclismo)

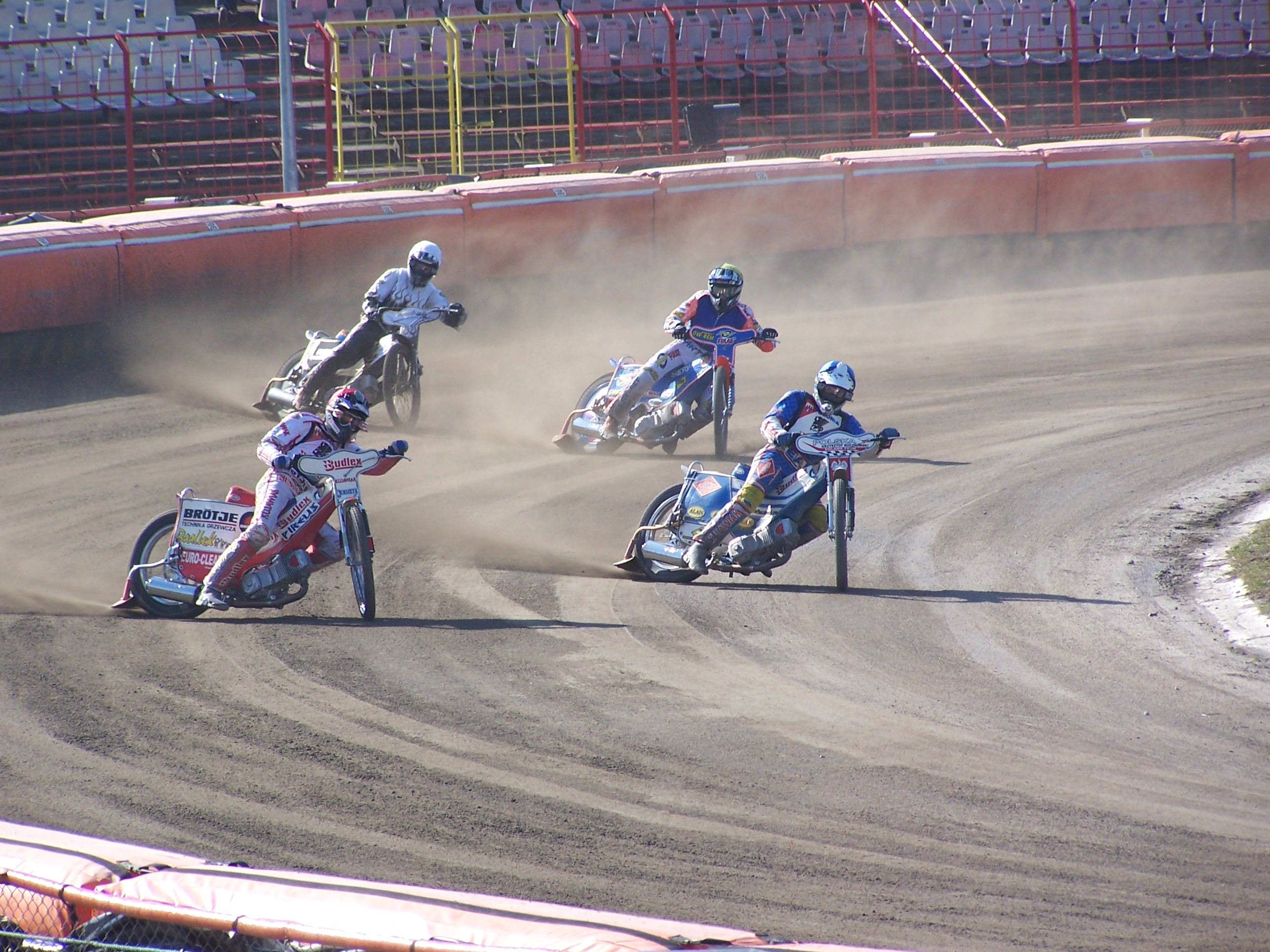
Carrera de speedway.

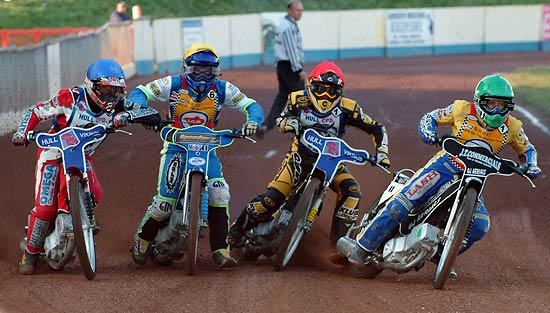
Peleando por posición en la primera curva.

El speedway es un deporte y especialidad de motociclismo que se corre en óvalos de tierra de entre 260 y 425 metros de longitud (longtrack), que se recorre en sentido antihorario. La superficie puede ser de distinta naturaleza: de tierra, granito, arena, arcilla (dirt track) o bien hierba (grasstrack). Sobre todas estas superficies los pilotos deben hacer el recorrido al máximo de su habilidad para controlar los saltos y los derrapes de las motocicletas, que tienen una potencia de salida muy superior a una moto estándar, no tienen frenos, cambios ni amortiguadores traseros (solo una cuerda de emergencia para detener la moto), son extremadamente livianas 70 kilogramos mínimos reglamentarios, usan metanol como combustible, y calzan neumáticos de perfil muy alto, todo ello con el objetivo de alcanzar gran velocidad en un corto tramo recto, y mantener la vertical en las curvas. 
Los más importantes fabricantes de motos de speedway son el italiano GM (Giuseppe Marzotto), el checo Jawa y los ingleses Godden, JAP y Weslake. 
Los campeonatos nacionales más importantes del mundo se corren en Inglaterra (Elite, Conference y Premier League), Dinamarca, Polonia, Suecia y Australia.

## Origen
El origen del speedway es controvertido: Parece que nació en Nueva Gales del Sur, Australia, en 1923, cuando John Hoskins, un joven empleado de una empresa agrícola, comenzó a organizar carreras de motos sobre los enormes círculos que dejaban las cosechadoras, con el objeto de recaudar dinero de apuestas para evitar la quiebra de la compañía.
En el norte de Europa como en América tiene mucha popularidad. 
El Speedway llegó rápidamente a Gran Bretaña por la buena relación que el país tenía con Australia, y en la localidad inglesa de High Beech, en Essex, comenzaron en 1928 las carreras oficiales europeas. Gran Bretaña al ser más grande y con más centros de concentración poblacional que Australia, posee un mayor número de competiciones con mejores premios de dinero, e inevitablemente se convirtió en el destino más popular para los pilotos más importantes del mundo. Luego se extenderían principalmente a Suecia, Polonia, Dinamarca y Eslovaquia.
También en los Estados Unidos en torno a 1930 se efectuaban carreras sobre pistas de arena de longitud superior a una milla (1600 metros).

## Una competición de speedway

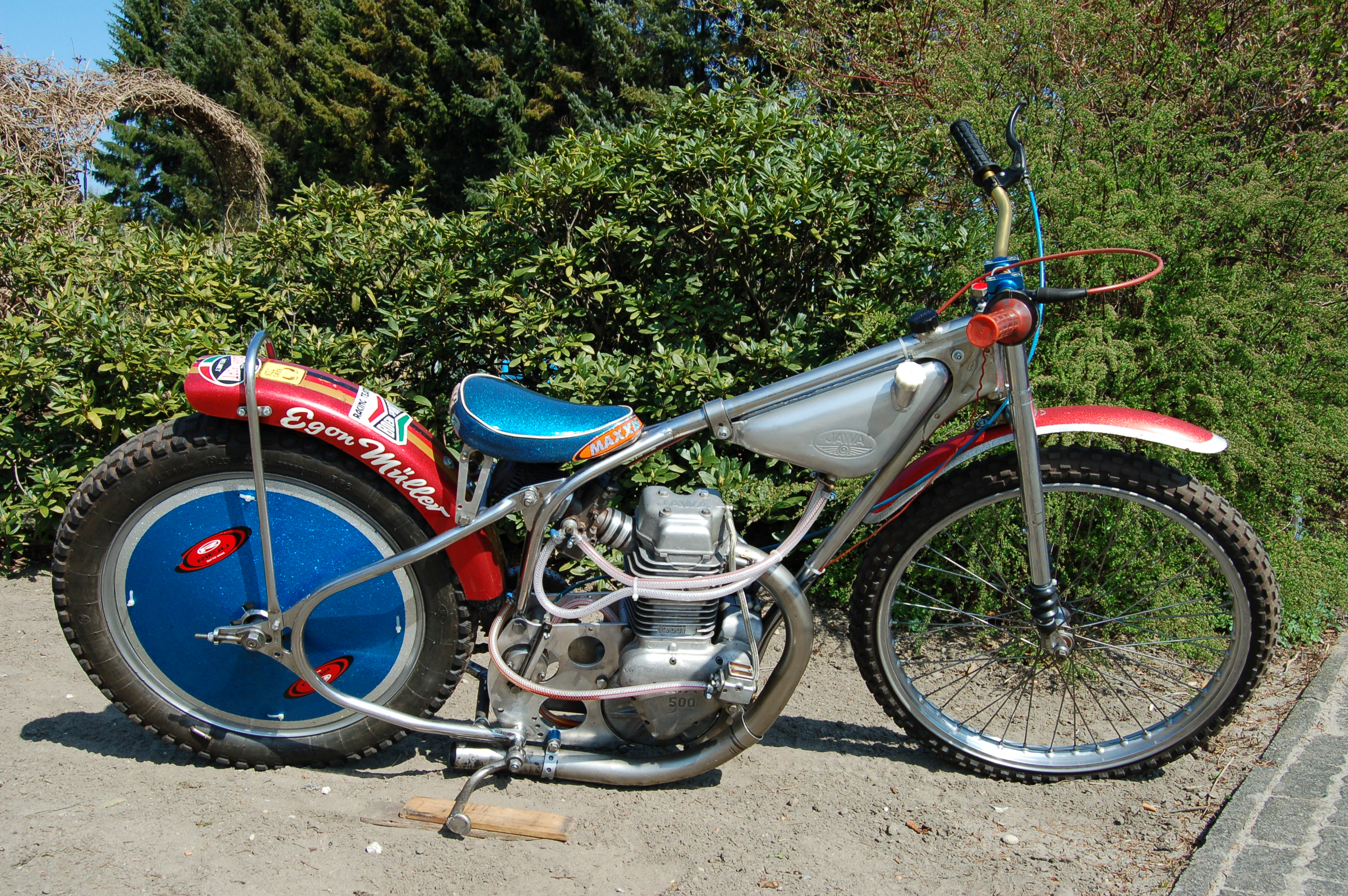
Speedway motociclismo.

Una competición de speedway normalmente consiste en 15 o 20 carreras de 4 vueltas a los óvalos de tierra. Hay 4 pilotos, siendo en competiciones de liga, 2 pilotos de cada equipo. Los puntos están adjudicados de la siguiente manera: 
| Puntos para carreras con 4 pilotos |        |
| Posición                           | Puntos |
| Primero                            | 3      |
| Segundo                            | 2      |
| Tercero                            | 1      |
| Cuarto                             | 0      |

Todos los pilotos tienen un promedio de "Cálculo de Competiciones" (Calculated Match Average), que tiene una escala entre 3 y 12. Estas medias se usan en ligas como la Liga "Elite" "Premier" y ""National"" británica y, para identificar los mejores pilotos a los efectos de elegir como se conformara cada team si superar el límite reglamentario estitulado por la """SGB""".
Los equipos tienen un límite de puntos para construir un equipo. En 2009 el límite en la liga británica ha sido 42 puntos. La idea es evitar que un equipo fiche todos los mejores pilotos, y así hacer la liga más justa.

## Campeonatos mundiales
En 1936 se disputó el primer Mundial de Speedway Individual en Wembley, Inglaterra. El campeón ese año fue el australiano Lionel Van Praag. Posteriormente fueron finales anuales (entre 1937 y 1994, con interrupciones), donde los pilotos destacados fueron el gran campeón Ivan Mauger de Nueva Zelanda (6 títulos), Owe Fundin de Suecia (5 títulos), Barry Briggs de Nueva Zelanda (4 títulos), Hans Nielsen (4 títulos), Ole Olsen (3 títulos) y  Erik Gundersen (3 títulos) de Dinamarca.
| Año                                                                  | Lugar                       | Campeón                 | Subcampeón                 |
| -------------------------------------------------------------------- | --------------------------- | ----------------------- | -------------------------- |
| 1936                                                                 | Wembley, Gran Bretaña       | Lionel Van Praag (Aus)  | Eric Langton(GB)           |
| 1937                                                                 | Wembley, Gran Bretaña       | Jack Milne (EE. UU.)    | Wilbur Lamoreaux (EE. UU.) |
| 1938                                                                 | Wembley, Gran Bretaña       | Bluey Wilkinson (Aus)   | Jack Milne (EE. UU.)       |
| El campeonato fue suspendido por la Segunda Guerra Mundial 1939-1948 |                             |                         |                            |
| 1949                                                                 | Wembley, Gran Bretaña       | Tommy Price (GB)        | Jack Parker (GB)           |
| 1950                                                                 | Wembley, Gran Bretaña       | Freddie Williams (GB)   | Wally Green (GB)           |
| 1951                                                                 | Wembley, Gran Bretaña       | Jack Young (Aus)        | Split Waterman (GB)        |
| 1952                                                                 | Wembley, Gran Bretaña       | Jack Young (Aus)        | Freddie Williams (GB)      |
| 1953                                                                 | Wembley, Gran Bretaña       | Freddie Williams (GB)   | Split Waterman (GB)        |
| 1954                                                                 | Wembley, Gran Bretaña       | Ronnie Moore (NZ)       | Brian Crutcher (GB)        |
| 1955                                                                 | Wembley, Gran Bretaña       | Peter Craven (GB)       | Ronnie Moore (NZ)          |
| 1956                                                                 | Wembley, Gran Bretaña       | Ove Fundin (Swe)        | Ronnie Moore (NZ)          |
| 1957                                                                 | Wembley, Gran Bretaña       | Barry Briggs (NZ)       | Ove Fundin (Swe)           |
| 1958                                                                 | Wembley, Gran Bretaña       | Barry Briggs (NZ)       | Ove Fundin (Swe)           |
| 1959                                                                 | Wembley, Gran Bretaña       | Ronnie Moore (NZ)       | Ove Fundin (Swe)           |
| 1960                                                                 | Wembley, Gran Bretaña       | Ove Fundin (Swe)        | Ronnie Moore (NZ)          |
| 1961                                                                 | Malmö, Suecia               | Ove Fundin (Swe)        | Björn Knutsson (Swe)       |
| 1962                                                                 | Wembley, Gran Bretaña       | Peter Craven (GB)       | Barry Briggs (NZ)          |
| 1963                                                                 | Wembley, Gran Bretaña       | Ove Fundin (Swe)        | Björn Knutsson (Swe)       |
| 1964                                                                 | Gotemburgo, Suecia          | Barry Briggs (NZ)       | Igor Plechanov (URSS)      |
| 1965                                                                 | Wembley, Gran Bretaña       | Björn Knutsson (Swe)    | Igor Plechanov (URSS)      |
| 1966                                                                 | Gotemburgo, Suecia          | Barry Briggs (NZ)       | Sverre Harrfeldt (Nor)     |
| 1967                                                                 | Wembley, Gran Bretaña       | Ove Fundin (Swe)        | Bengt Jansson (Swe)        |
| 1968                                                                 | Gotemburgo, Suecia          | Ivan Mauger (NZ)        | Barry Briggs (NZ)          |
| 1969                                                                 | Wembley, Gran Bretaña       | Ivan Mauger (NZ)        | Barry Briggs (NZ)          |
| 1970                                                                 | Breslavia, Polonia          | Ivan Mauger (NZ)        | Paweł Waloszek             |
| 1971                                                                 | Gotemburgo, Suecia          | Ole Olsen (Din)         | Ivan Mauger (NZ)           |
| 1972                                                                 | Wembley, Gran Bretaña       | Ivan Mauger (NZ)        | Bernt Persson (Swe)        |
| 1973                                                                 | Chorzów, Polonia            | Jerzy Szczakiel (Pol)   | Ivan Mauger (NZ)           |
| 1974                                                                 | Gotemburgo, Suecia          | Anders Michanek (Swe)   | Ivan Mauger (NZ)           |
| 1975                                                                 | Wembley, Gran Bretaña       | Ole Olsen (Din)         | Anders Michanek (Swe)      |
| 1976                                                                 | Chorzów, Polonia            | Peter Collins (GB)      | Malcolm Simmons (GB)       |
| 1977                                                                 | Malmö, Suecia               | Ivan Mauger (NZ)        | Peter Collins (GB)         |
| 1978                                                                 | Wembley, Gran Bretaña       | Ole Olsen (Den)         | Gordon Kennett (GB)        |
| 1979                                                                 | Chorzów, Polonia            | Ivan Mauger (NZ)        | Zenon Plech (Pol)          |
| 1980                                                                 | Gotemburgo, Suecia          | Michael Lee (GB)        | Dave Jessup (GB)           |
| 1981                                                                 | Wembley, Gran Bretaña       | Bruce Penhall (EE. UU.) | Ole Olsen (Din)            |
| 1982                                                                 | Los Ángeles, Estados Unidos | Bruce Penhall (EE. UU.) | Les Collins (GB)           |
| 1983                                                                 | Norden, Alemana             | Egon Müller (GER)       | Billy Sanders (Aus)        |
| 1984                                                                 | Gotemburgo, Suecia          | Erik Gundersen (Din)    | Hans Nielsen (Din)         |
| 1985                                                                 | Bradford, Gran Bretaña      | Erik Gundersen (Din)    | Hans Nielsen (Din)         |
| 1986                                                                 | Chorzów, Polonia            | Hans Nielsen (Din)      | Jan O. Pedersen (Din)      |
| 1987                                                                 | Ámsterdam, Holanda          | Hans Nielsen (Din)      | Erik Gundersen (Din)       |
| 1988                                                                 | Vojens, Dinamarca           | Erik Gundersen (Din)    | Hans Nielsen (Din)         |
| 1989                                                                 | Múnich, Alemania            | Hans Nielsen (Den)      | Simon Wigg (GB)            |
| 1990                                                                 | Bradford, Gran Bretaña      | Per Jonsson (Swe)       | Todd Wiltshire (Aus)       |
| 1991                                                                 | Gotemburgo, Suecia          | Jan O. Pedersen (Din)   | Tony Rickardsson (Swe)     |
| 1992                                                                 | Breslavia, Polonia          | Gary Havelock (GB)      | Per Jonsson (Swe)          |
| 1993                                                                 | Pocking, Alemania           | Sam Ermolenko (EE. UU.) | Hans Nielsen (Din)         |
| 1994                                                                 | Vojens, Dinamarca           | Tony Rickardsson (Swe)  | Hans Nielsen (Din)         |

También se realiza desde 1960 el Mundial de Speedway por Equipos, donde Dinamarca (13 títulos), Suecia (10 títulos), Gran Bretaña (9 títulos) y Polonia (8 títulos) han demostrado su liderazgo.

## Speedway Grand Prix

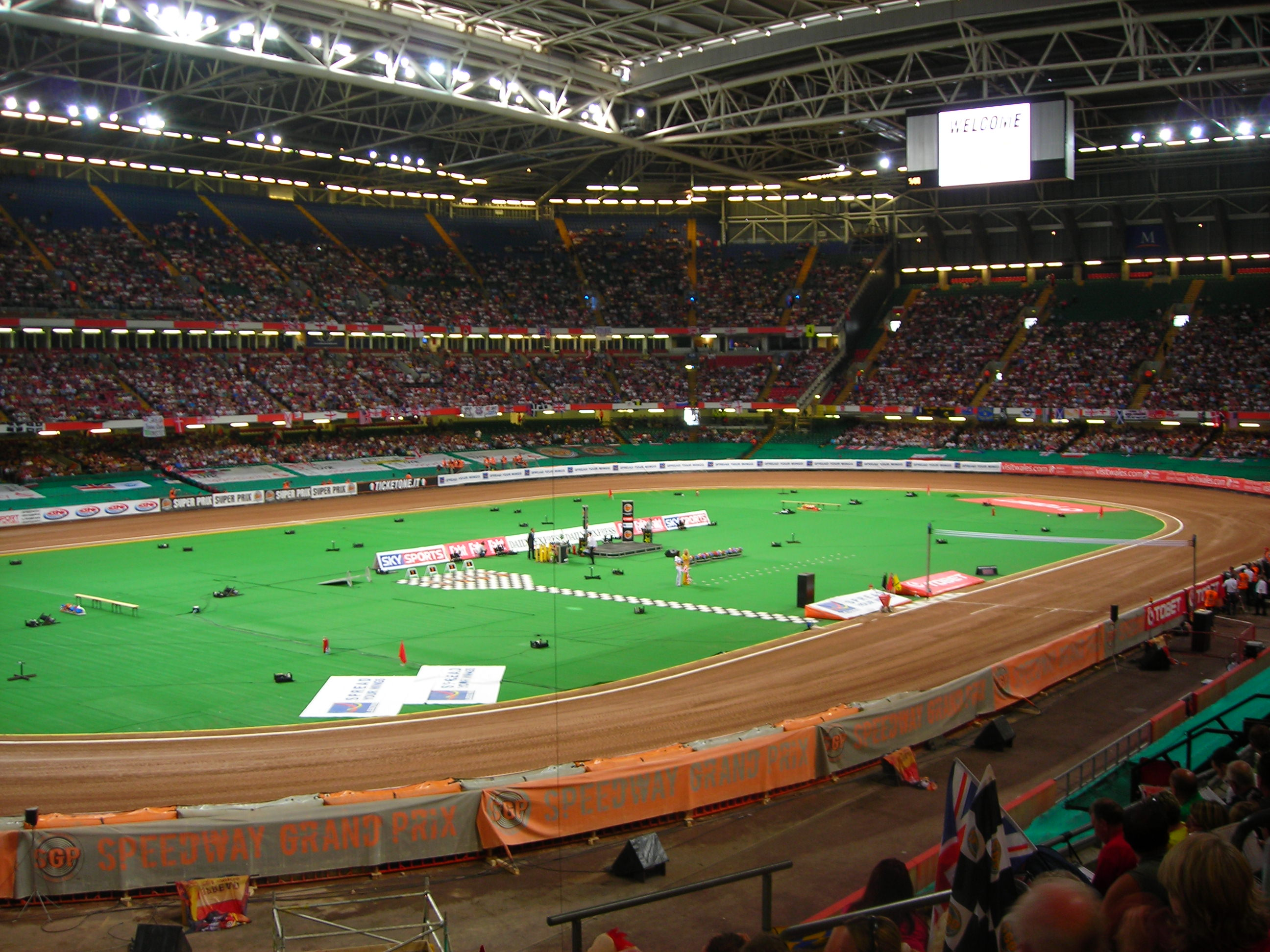
El Gran Premio de Gran Bretaña en Cardiff 2009.

Organizado por la Federación Internacional de Motociclismo, el Speedway Grand Prix se disputa desde 1995, que consiste en una serie de competiciones realizadas en Europa y Australia.

## Campeonato Británico

### The National League 1932-1964
The national league empezó en 1932 como la categoría superior de speedway en Gran Bretaña, y fue dominada por 3 equipos: Wembley Lions (Londres), Wimbledon Dons (Londres) y Belle Vue Aces (Mánchester).
| Año                                                  | Campeones          | Subcampeones            |
| ---------------------------------------------------- | ------------------ | ----------------------- |
| 1932                                                 | Wembley Lions      | Crystal Palace Glaziers |
| 1933                                                 | Belle Vue Aces     | Wimbledon Dons          |
| 1934                                                 | Belle Vue Aces     | Wembley Lions           |
| 1935                                                 | Belle Vue Aces     | Harringay Racers        |
| 1936                                                 | Belle Vue Aces     | Wembley Lions           |
| 1937                                                 | West Ham Hammers   | Wembley Lions           |
| 1938                                                 | New Cross Rangers  |                         |
| La liga fue suspendida por la Segunda Guerra Mundial |                    |                         |
| 1946                                                 | Wembley Lions      | Belle Vue Aces          |
| 1947                                                 | Wembley Lions      | Belle Vue Aces          |
| 1948                                                 | New Cross Rangers  | Harringay Racers        |
| 1949                                                 | Wembley Lions      | Belle Vue Aces          |
| 1950                                                 | Wembley Lions      | Belle Vue Aces          |
| 1951                                                 | Wembley Lions      | Belle Vue Aces          |
| 1952                                                 | Wembley Lions      | Birmingham Brummies     |
| 1953                                                 | Wembley Lions      | Harringay Racers        |
| 1954                                                 | Wimbledon Dons     | Wembley Lions           |
| 1955                                                 | Wimbledon Dons     | Belle Vue Aces          |
| 1956                                                 | Wimbledon Dons     | Wembley Lions           |
| 1957                                                 | Swindon Robins     | Belle Vue Aces          |
| 1958                                                 | Wimbledon Dons     | Norwich Stars           |
| 1959                                                 | Wimbledon Dons     | Leicester Lions         |
| 1960                                                 | Wimbledon Dons     | Belle Vue Aces          |
| 1961                                                 | Wimbledon Dons     | Southampton Saints      |
| 1962                                                 | Southampton Saints | Wimbledon Dons          |
| 1963                                                 | Belle Vue Aces     | Norwich Stars           |
| 1964                                                 | Oxford Cheetahs    | Coventry Bees           |

### The British League 1965-1994
The British League fue fundada tras la fusión de la National League y la Provincial League en 1965. 
| Año  | Campeones              | Subcampeones           |
| ---- | ---------------------- | ---------------------- |
| 1965 | West Ham Hammers       | Wimbledon Dons         |
| 1966 | Halifax Dukes          | Coventry Bees          |
| 1967 | Swindon Robins         | Coventry Bees          |
| 1968 | Coventry Bees          | Hackney Hawks          |
| 1969 | Poole Pirates          | Belle Vue Aces         |
| 1970 | Belle Vue Aces         | Wimbledon Dons         |
| 1971 | Belle Vue Aces         | Leicester Lions        |
| 1972 | Belle Vue Aces         | Reading Racers         |
| 1973 | Reading Racers         | Sheffield Tigers       |
| 1974 | Exeter Falcons         | Belle Vue Aces         |
| 1975 | Ipswich Witches        | Belle Vue Aces         |
| 1976 | Ipswich Witches        | Belle Vue Aces         |
| 1977 | White City Rebels      | Exeter Falcons         |
| 1978 | Coventry Bees          | Belle Vue Aces         |
| 1979 | Coventry Bees          | Hull Vikings           |
| 1980 | Reading Racers         | Hackney Hawks          |
| 1981 | Cradley Heath Heathens | Ipswich Witches        |
| 1982 | Belle Vue Aces         | Cradley Heath Heathens |
| 1983 | Cradley Heath Heathens | Ipswich Witches        |
| 1984 | Ipswich Witches        | Belle Vue Aces         |
| 1985 | Oxford Cheetahs        | Sheffield Tigers       |
| 1986 | Oxford Cheetahs        | Cradley Heath Heathens |
| 1987 | Coventry Bees          | Cradley Heath Heathens |
| 1988 | Coventry Bees          | Belle Vue Aces         |
| 1989 | Oxford Cheetahs        | Wolverhampton Wolves   |
| 1990 | Reading Racers         | Wolverhampton Wolves   |
| 1991 | Wolverhampton Wolves   | Bradford Dukes         |
| 1992 | Reading Racers         | Bradford Dukes         |
| 1993 | Belle Vue Aces         | Wolverhampton Wolves   |
| 1994 | Poole Pirates          | Eastbourne Eagles      |

### The Elite League 1995-Ahora
"The Elite League" se introdujo en 1995 como la primera categoría de speedway en Gran Bretaña, patrocinado por Sky Sports Televisión. 
| Año  | Campeones             | Subcampeones          |
| ---- | --------------------- | --------------------- |
| 1995 | Eastbourne Eagles     | Bradford Dukes        |
| 1996 | Wolverhampton Wolves  | Peterborough Panthers |
| 1997 | Bradford Dukes        | Eastbourne Eagles     |
| 1998 | Ipswich Witches       | Belle Vue Aces        |
| 1999 | Peterborough Panthers | Poole Pirates         |
| 2000 | Eastbourne Eagles     | King's Lynn Stars     |
| 2001 | Oxford Cheetahs       | Poole Pirates         |
| 2002 | Wolverhampton Wolves  | Eastbourne Eagles     |
| 2003 | Poole Pirates         | Coventry Bees         |
| 2004 | Poole Pirates         | Wolverhampton Wolves  |
| 2005 | Coventry Bees         | Belle Vue Aces        |
| 2006 | Peterborough Panthers | Reading Racers        |
| 2007 | Coventry Bees         | Swindon Robins        |
| 2008 | Poole Pirates         | Lakeside Hammers      |
| 2009 | Wolverhampton Wolves  | Swindon Robins        |
| 2010 | Coventry Bees         | Poole Pirates         |
| 2011 | Poole Pirates         | Eastbourne Eagles     |
| 2012 | Swindon Robins        | Poole Pirates         |

## Campeonato argentino
Argentina, por ahora, es el único país latinoamericano donde se realizan competencias regularmente. En 1946, se comenzaron en el club Ferrocarril Oeste de la ciudad de Buenos Aires, el cual fue su escenario durante 11 años, luego se disputaron en el Velódromo Municipal (Bs. As), club Comunicaciones (Bs. As), Los Andes (Bs. As), Namuncura(Bs. As). En la década de los 80, arribaron pilotos desde el extranjero, como John Davis, Walter Grübmuller, Stefan Deser, Herbert Sczerecz, Sigi Eder, Max Schöllhorn, Gerd Riss, Giuseppe Marzotto (creador del motor GM), Hans Brandner, Alois Bachhuber, Carsten Pelzmann, Peter Berger, Peter Schroeck, Bernd Osterloher, Giorgio Zaramella, etc. Incluso alguna vez llegó una mujer piloto proveniente de Alemania, Tanja Jöckel. La Pista Roja del Club Villa Mitre, y los clubes Sporting y club Rosario Puerto Belgrano de Punta Alta fueron escenarios de noches inolvidables.  En 1984 se disputó el primer Campeonato Argentino oficial, en el estadio de fútbol del club Tiro Federal de la ciudad de Bahía Blanca, conocido como "Circuito Naranja". El primer campeón fue el argentino Juan Carlos Curzio.
Con los años el nivel de competencia fue creciendo, por la llegada temprana de pilotos de Europa que tenían receso invernal en sus países: Henry Schatzer de Austria, campeón en 1985 y 1991; Peter Helhert de Alemania, en 1986; Zoltan Adorjan de Hungría, en 1995; Marcel Gerhard de Suiza en 1996; Armando Castagna de Italia, en 1998; Antonin Svab de República Checa en 2001 y Manuel Hauzinger de Austria, en 2001.
Destacados pilotos argentinos fueron, además de Curzio, Ricardo y Rubén Meabe, Óscar Santostefano, Santos y Horacio Ilacqua, Antonio Miranda, Matías Ferreras, los hermanos Arístegui, Néstor Cutini, Sergio Martínez, Luis Vallejos y su padre Jorge Vallejos. Luego vinieron Emiliano Sánchez, Carlos "carlucho" Villar, Lisandro Husman, Nicolás Covatti, Facundo Albin, Facundo Cuello, Fernando García, Jonathan Iturre, entre otros.
Desde mediados de la década de los 90, el Campeonato Argentino se disputaba en el Circuito "Carlos Gertiser" del Club Dublín de Bahía Blanca, anualmente entre los meses de diciembre y marzo. La competencia se divide en 3 categorías, según la potencia de los motores: 50, 200 y 500 cc.
El speedway es muy popular en el sudoeste de la provincia de Buenos Aires; cada carrera del Campeonato Argentino es presenciada por unos 5.000 espectadores en promedio; también existen circuitos de speedway en Colonia Barón, Carlos Casares, Bolívar, Daireaux y otras localidades de la zona.
Desde 2008, se usa también el Circuito Héctor Evaristo Plano, de Aldea Romana, en cercanías de Bahía Blanca; trazado compartido por la categoría midget.